# 李慧仁 (演員)
李慧仁（韓語：이혜인，1995年11月13日—），韓國女演員。

## 生平
2013年9月份，李慧仁參與SBS新周末剧《热爱》的連續劇首映發表會。

## 演出作品

### 電視劇
- 2009年：MBC《向大地頭球》
- 2011年：SBS《武士白東秀》飾演 黃珍珠（少年）
- 2012年：MBC《神的晚餐》飾演 宋妍羽（少年）
- 2012年：SBS《追擊者 THE CHASER》飾演 白秀晶
- 2012年：KBS《大王之夢》
- 2012年：KBS《我的女兒瑞英》飾演 李瑞英（少年）
- 2013年：MBC《九家之書》飾演 美丹
- 2013年：KBS《Drama Special－宥麗創可貼》飾演 李善優
- 2013年：SBS《主君的太陽》飾演 李恩雪
- 2013年：SBS《熱愛》飾演 韓宥晶（少年）
- 2014年：KBS《真是好時節》飾演  姜東玉（少年）
- 2015年：MBC《女王之花》飾演 姜恩瑟
- 2015年：SBS《Mrs. Cop》飾演 李美慶

### MV
- 2015年：Sunny Hill - Child in Time (교복을 벗고)

## 外部連結
- NAVER （页面存档备份，存于）